# Kochubeevsky (huyện)
Huyện Kochubeevsky (tiếng Nga: ? райо́н) là một huyện hành chính tự quản (raion), của Vùng Stavropol, Nga. Huyện có diện tích 2340 kilômét vuông, dân số thời điểm ngày 1 tháng 1 năm 2000 là 80700 người. Trung tâm của huyện đóng ở Kochubeyevskoye.